# Zeitschrift für wissenschaftliche Zoologie
，簡稱，是一本動物學科学期刊，由當時普魯士王國的卡爾·西奧多·馮·西伯爾德及阿尔伯特·冯·科立克所創立，現時已停刊。
本雜誌從第1卷（1848/49）到1923年均由位於萊比錫的威廉·英格曼出版社出版。這部分有119卷已被數碼化，其後較新的出版只能參考紙媒的實體出版。之後雜誌改由同樣位於萊比錫的Akademische Verlagsgesellschaft出版，直至第156卷（1942/44）第二次世界大戰。之後納粹德國戰敗，被列強瓜分。及至第157卷（1953/54）至186卷（1973）的各卷，繼續由已改屬東德的 直至1973年停刊。